# Stockholms fältrittklubb

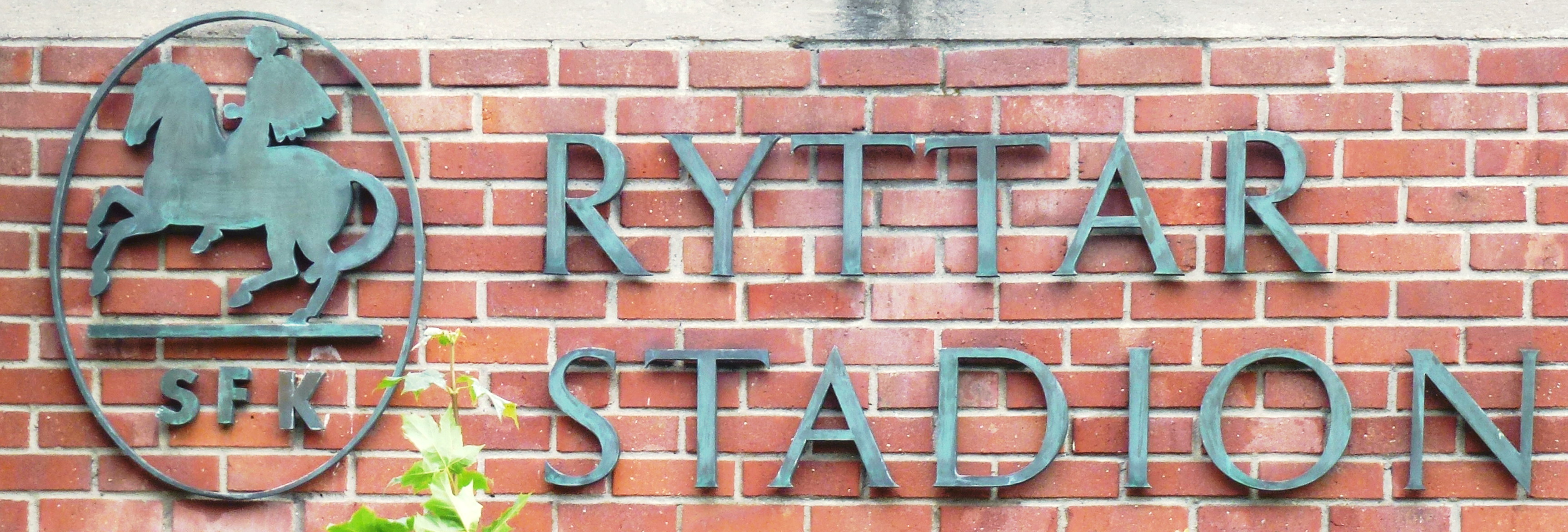
"SFK:s" tidigare logo på Ryttarstadion.

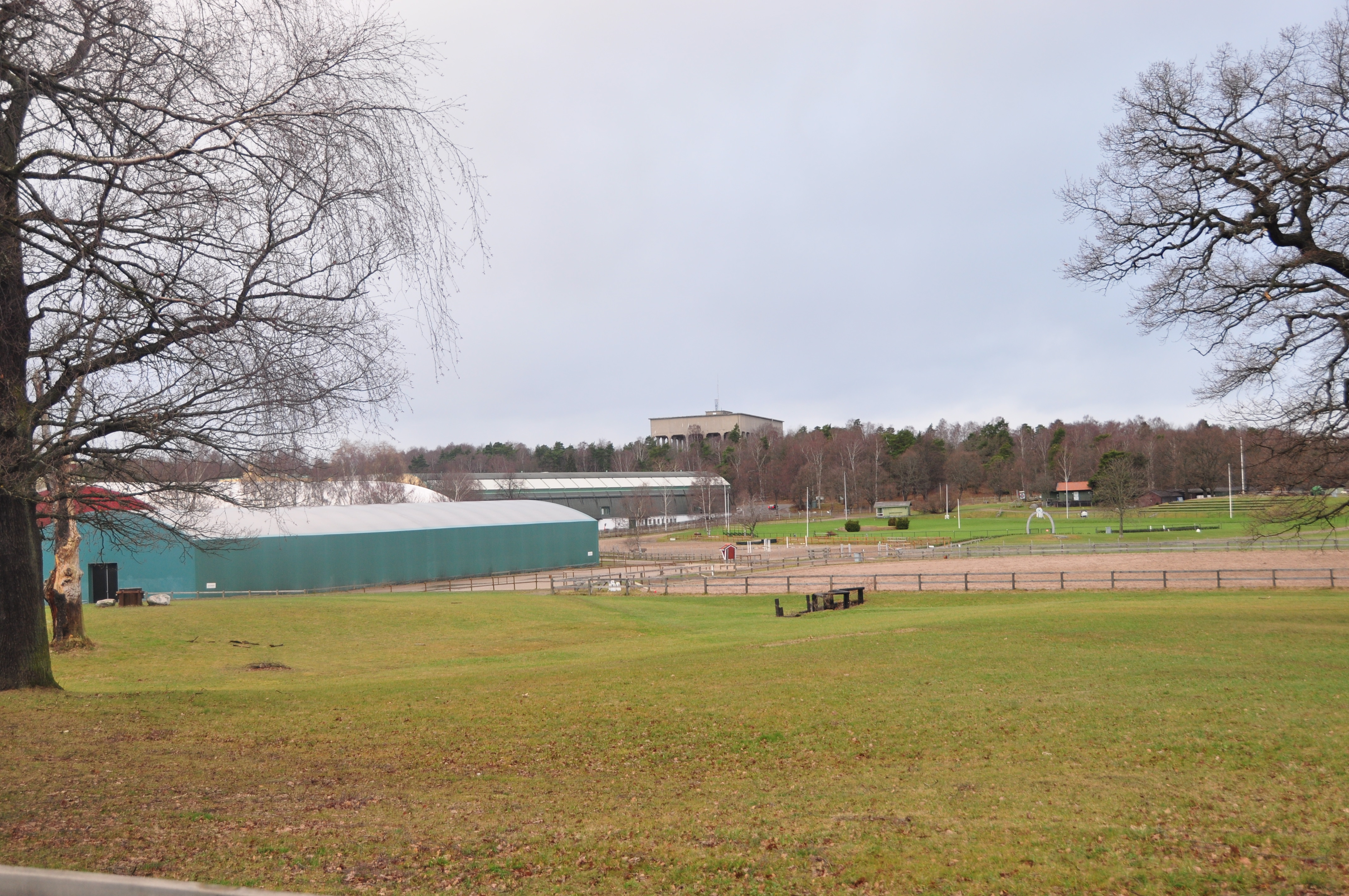
Fältrittklubbens ridbana vid Storängsvägen

Stockholms fältrittklubb startades 1886 på Prins Carls initiativ med syfte att stärka terrängritt (fältridning) i Stockholmsområdet.

## Historik
Klubben arrangerade tidigt ridning efter jakthundar (släpjakt), snitseljakter och liknande. Klubben var ansvarig för arrangemangen av hästtävlingarna vid de Olympiska sommarspelen 1912 i Stockholm. Ryttarstadion var start- och målplats under två av fem grenar som ingick i fälttävlan på OS 1912.
Klubbens urfäder utgjordes av Prins Oscar, Prins Eugen och Prins Carl samt ett tjugotal officerare i Stockholm och två undersekreterare på Utrikesdepartementet. Senare tillkom civila personer med egna hästar. Klubben fick 1887 av Konung Oscar II nyttjanderätt till området Storängen mellan Lilljansskogen och Lidingövägen för anläggande av träningsbana. Nyttjanderätten gällde under kungens regering och förnyades av Konung Gustaf V. Då K1 byggdes och militär verksamhet stadigvarande fanns i närheten slöts avtal mellan Stockholms fältrittklubb och Försvarsmakten om nyttjande. 1930 hade arrendeavtal slutits mellan Kungliga Djurgårdens Förvaltning och Försvaret (IV. Arméfördelningen) då Stockholms fältrittklubb påverkats negativt av försvarsneddragningarna i 1925 års försvarsbeslut. 
Stockholms Fältrittklubb finns alltjämt på Storängen, nu kallad Stockholms Ryttarstadion, och driver där Ryttarspelen. På dess anläggning finns idag en ridskola: Swartlings Ridskola som tillsammans med Stockholms Fältrittklubb bedriver hästverksamhet i området. Dessutom finns ett privatstall med 10 boxar sedan 2003.
H.M. Konungen Carl XVI Gustaf är beskyddare av Stockholms Fältrittklubb.